# Quai de Gaulle (Liège)
Le quai de Gaulle est une artère de Liège (Belgique).

## Situation et accès
Il est situé à Outremeuse, sur la rive droite de la Meuse, d'amont en aval entre la passerelle Saucy et le pont des Arches et entre le quai Édouard van Beneden et le quai des Tanneurs.
Voiries adjacentes
- Quai Édouard van Beneden
- Passerelle Saucy
- Boulevard Saucy
- Rue Capitaine
- Chaussée des Prés
- Place Saint-Pholien
- Pont des Arches
- Quai des Tanneurs

## Origine du nom
Cette artère rend hommage à Charles de Gaulle, en reconnaissance de son implication pendant la Seconde Guerre mondiale.
Ce quai pavé et arboré longeant la rive droite de la Meuse mêle immeubles modernes hauts d'une dizaine d'étages et hôtels particuliers plus anciens. Le quai applique un sens unique de circulation automobile du boulevard Saucy vers le pont des Arches et la place Saint-Pholien.

## Historique
L'artère s'appelait « Pêcherue » ou « Pèheûrowe » en wallon puis « rue des Pêcheurs » (XVIIIe siècle). En 1863, elle prend le nom de « quai des Pêcheurs » quelques années avant l'assèchement d'un bras de Meuse qui allait devenir le boulevard Saucy avant de devenir quai de Gaulle depuis 1945.

## Bâtiments remarquables et lieux de mémoire

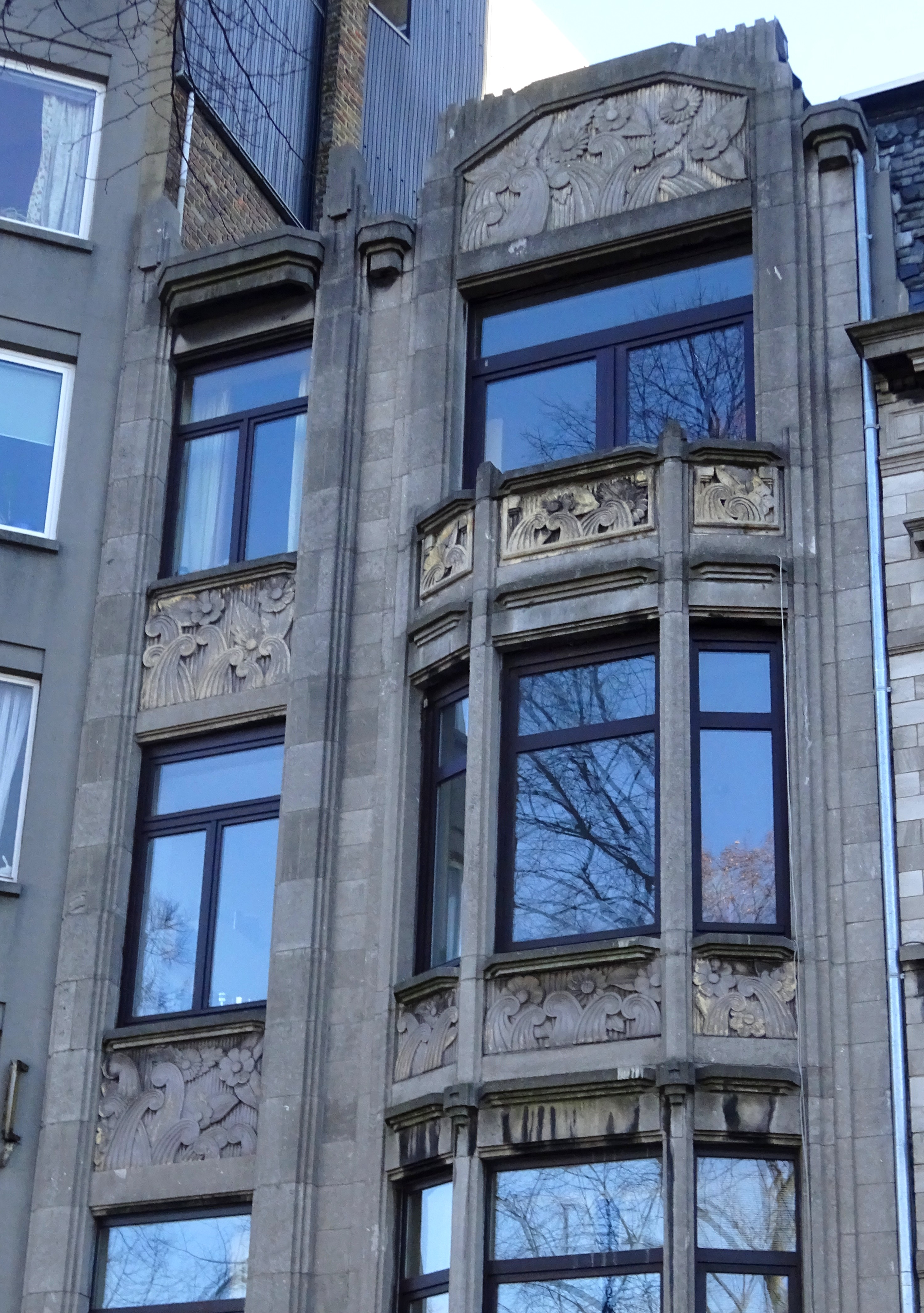
Quai de Gaulle 23 : Art déco

- Parmi les anciennes demeures du quai, se trouve au no 23 un immeuble de style Art déco qui est repris à l'inventaire du patrimoine culturel immobilier de la Wallonie. Sa façade en pierre calcaire comporte plusieurs sculptures à motifs végétaux[1].
- En bord de Meuse, un bas-relief en pierre de taille représente Tchantchès et Nanesse. Il est l'œuvre du dessinateur liégeois François Walthéry.
- Le port des Marcatchous et le quai Marcatchou.
- Une fontaine Montefiore se trouve sur le quai en face du no 12.